# Cisownik (województwo lubelskie)
Cisownik – wieś w Polsce położona w województwie lubelskim, w powiecie łukowskim, w gminie Krzywda.
| SIMC    | Nazwa        | Rodzaj      |
| ------- | ------------ | ----------- |
| 0676996 | Radoryż      | osada leśna |
| 0677004 | Wierzcholina | przysiółek  |

W latach 1975–1998 miejscowość administracyjnie należała do województwa siedleckiego.
Wieś stanowi sołectwo w gminie Krzywda. Według Narodowego Spisu Powszechnego z roku 2011 wieś liczyła 385 mieszkańców.
Wierni Kościoła rzymskokatolickiego należą do parafii Świętych Apostołów Piotra i Pawła w Okrzei.